# Polaskia
Genre
Statut CITES
Classification APG II (2003)
Synonymes
- Chichipia Backeb. (nom. inval.)
- Heliabravoa Backeb.

Polaskia est un genre de plantes à fleurs de la famille des Cactaceae (les cactus).
Il est originaire des États d'Oaxaca et de Puebla au Mexique.
Il doit son nom au botaniste américain amateur Charles Polaski.

## Taxonomie
Le nom correct complet (avec auteur) de ce taxon est Polaskia Backeb..

### Synonymes
Polaskia a pour synonymes :
- Chichipia Backeb.
- Heliabravoa Backeb.

### Espèces
- Polaskia chende - chende, chinoa
- Polaskia chichipe - chichipe, chichibe, chichituna